# Capi di governo del Sudan
I capi di governo del Sudan si sono susseguiti dal 1952, data di creazione della carica di Chief Minister nel Sudan Anglo-Egiziano, sostituita nel 1956 dalla carica di primo ministro. Di seguito l'elenco fino ad oggi.
Il corsivo indica una continuazione de facto della carica.

## Sudan Anglo-Egiziano
| Chief Minister | Chief Minister | Chief Minister         | Partito                     | Elezione | Mandato         | Mandato         |
| Chief Minister | Chief Minister | Chief Minister         | Partito                     | Elezione | Inizio          | Fine            |
| -------------- | -------------- | ---------------------- | --------------------------- | -------- | --------------- | --------------- |
|                |                | Abd al-Rahman al-Mahdi | Partito della Nazione       |          | 22 ottobre 1952 | novembre 1953   |
|                |                | Isma'il al-Azhari      | Partito Unionista Nazionale |          | 6 gennaio 1954  | 1º gennaio 1956 |

## Repubblica del Sudan (1956-1969)
| Primo ministro | Primo ministro | Primo ministro                                     | Partito                     | Elezione | Mandato          | Mandato                  |
| Primo ministro | Primo ministro | Primo ministro                                     | Partito                     | Elezione | Inizio           | Fine                     |
| -------------- | -------------- | -------------------------------------------------- | --------------------------- | -------- | ---------------- | ------------------------ |
|                |                | Isma'il al-Azhari                                  | Partito Unionista Nazionale |          | 1º gennaio 1956  | 5 luglio 1956            |
|                |                | Abdallah Khalil                                    | Partito della Nazione       |          | 5 luglio 1956    | 17 novembre 1958         |
|                |                | Ibrahim 'Abbud Carica unita a quella di Presidente | Militare                    |          | 18 novembre 1958 | 30 ottobre 1964          |
|                |                | Sirr Al-Khatim Al-Khalifa                          | Partito della Nazione       |          | 30 ottobre 1964  | 2 giugno 1965            |
|                |                | Muhammad Ahmad Mahgoub                             | Partito della Nazione       |          | 10 giugno 1965   | 25 luglio 1966           |
|                |                | Sadiq al-Mahdi                                     | Partito della Nazione       |          | 27 luglio 1966   | 18 maggio 1967           |
|                |                | Muhammad Ahmad Mahgoub                             | Partito della Nazione       |          | 18 maggio 1967   | 25 maggio 1969 (deposto) |

## Repubblica Democratica del Sudan (1969-1985)
| Primo ministro | Primo ministro | Primo ministro                             | Partito                              | Elezione | Mandato           | Mandato                 |
| Primo ministro | Primo ministro | Primo ministro                             | Partito                              | Elezione | Inizio            | Fine                    |
| -------------- | -------------- | ------------------------------------------ | ------------------------------------ | -------- | ----------------- | ----------------------- |
|                |                | Babiker Awadalla                           | Indipendente                         |          | 25 maggio 1969    | 27 ottobre 1969         |
|                |                | Ja'far al-Nimeyri In qualità di Presidente | Militare, Unione Socialista Sudanese |          | 28 ottobre 1969   | 11 agosto 1976          |
|                |                | Rashid Bakr                                | Unione Socialista Sudanese           |          | 11 agosto 1976    | 10 settembre 1977       |
|                |                | Ja'far al-Nimeyri In qualità di Presidente | Militare, Unione Socialista Sudanese |          | 10 settembre 1977 | 6 aprile 1985 (deposto) |
|                |                | Al-Jazuli Daf'allah                        | Indipendente                         |          | 22 aprile 1985    | 15 dicembre 1985        |

## Repubblica del Sudan (1985-oggi)
| Primo ministro                                           | Primo ministro | Primo ministro                   | Partito                         | Elezione | Mandato           | Mandato                   |
| Primo ministro                                           | Primo ministro | Primo ministro                   | Partito                         | Elezione | Inizio            | Fine                      |
| -------------------------------------------------------- | -------------- | -------------------------------- | ------------------------------- | -------- | ----------------- | ------------------------- |
|                                                          |                | Al-Jazuli Daf'allah              | Indipendente                    |          | 15 dicembre 1985  | 6 maggio 1986             |
|                                                          |                | Sadiq al-Mahdi                   | Partito della Nazione           |          | 6 maggio 1986     | 30 giugno 1989 (deposto)  |
| Carica abolita (dal 30 giugno 1989 al 2 marzo 2017)      |                |                                  |                                 |          |                   |                           |
|                                                          |                | Bakri Hassan Saleh               | Partito del Congresso Nazionale |          | 2 marzo 2017      | 10 settembre 2018         |
|                                                          |                | Motazz Moussa                    | Partito del Congresso Nazionale |          | 10 settembre 2018 | 23 febbraio 2019          |
|                                                          |                | Mohamed Tahir Ayala              | Partito del Congresso Nazionale |          | 23 febbraio 2019  | 11 aprile 2019 (deposto)  |
| Carica vacante (dall'11 aprile 2019 al 21 agosto 2019)   |                |                                  |                                 |          |                   |                           |
|                                                          |                | Abdalla Hamdok                   | Indipendente                    |          | 21 agosto 2019    | 25 ottobre 2021 (deposto) |
| Carica vacante (dal 25 ottobre 2021 al 21 novembre 2021) |                |                                  |                                 |          |                   |                           |
|                                                          |                | Abdalla Hamdok                   | Indipendente                    |          | 21 novembre 2021  | 2 gennaio 2022            |
| Carica vacante (dal 2 al 19 gennaio 2022)                |                |                                  |                                 |          |                   |                           |
|                                                          |                | Osman Hussein (ad interim)       | Indipendente                    |          | 19 gennaio 2022   | 30 aprile 2025            |
|                                                          |                | Dafallah al-Haj Ali (ad interim) | Indipendente                    |          | 30 aprile 2025    | in carica                 |